# Kap Saizew
Das Kap Saizew (russisch Мыс Зайцева Mys Saizewa) ist ein Kap an der Budd-Küste des ostantarktischen Wilkeslands. Es liegt südöstlich des Kap Poinsett.
Russische Wissenschaftler benannten es. Der Namensgeber ist nicht überliefert.